# محکوم ۲ (فیلم ۲۰۱۵)
محکوم ۲  (به انگلیسی: Condemned 2) (همچنین به عنوان Desert Prey، شکار بیابان نیز شناخته می‌شود) یک فیلم اکشن آمریکایی محصول سال ۲۰۱۵ به کارگردانی رول_رین با بازی رندی اورتن، اریک رابرتس و وس استودی است. این فیلم ادامه محکوم_(فیلم_۲۰۰۷) با بازی استیو آستین نمی‌باشد. انتشار این فیلم در تاریخ ۶ نوامبر ۲۰۱۵ به صورت فیلم ویدئویی بود.